# Estrutura do exército italiano em 1989
A Ordem de Batalha do Exército italiano no final de 1989, é dado abaixo.

## Gráfico do Exército italiano em 1989

Estrutura do Exército italiano em 1989 (clique na imagem para ampliar)

## Estado-Maior do Exército
O Estado-Maior do Exército em Roma, supervisionou todo o Exército italiano unidades. No entanto, em caso de guerra, as três Corps, no Norte da Itália teria de vir sob o comando da OTAN's Aliadas as Forças de Terra do Sul da Europa (LANDSOUTH) Comando em Verona.

### 3º Corpo do exército

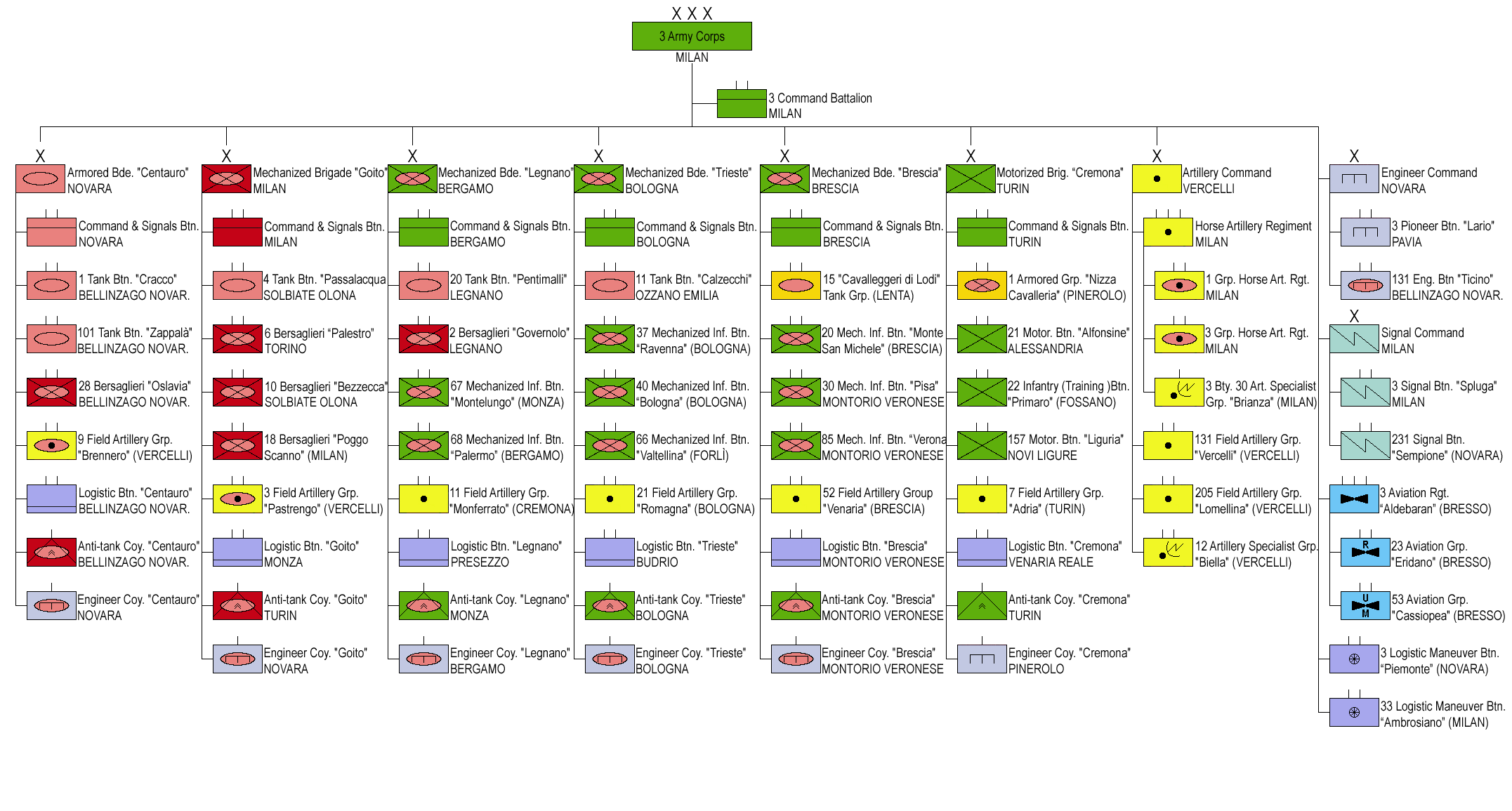
Estrutura do 3º Exército em 1989 (clique na imagem para ampliar)

### 4º Corpo de Exército

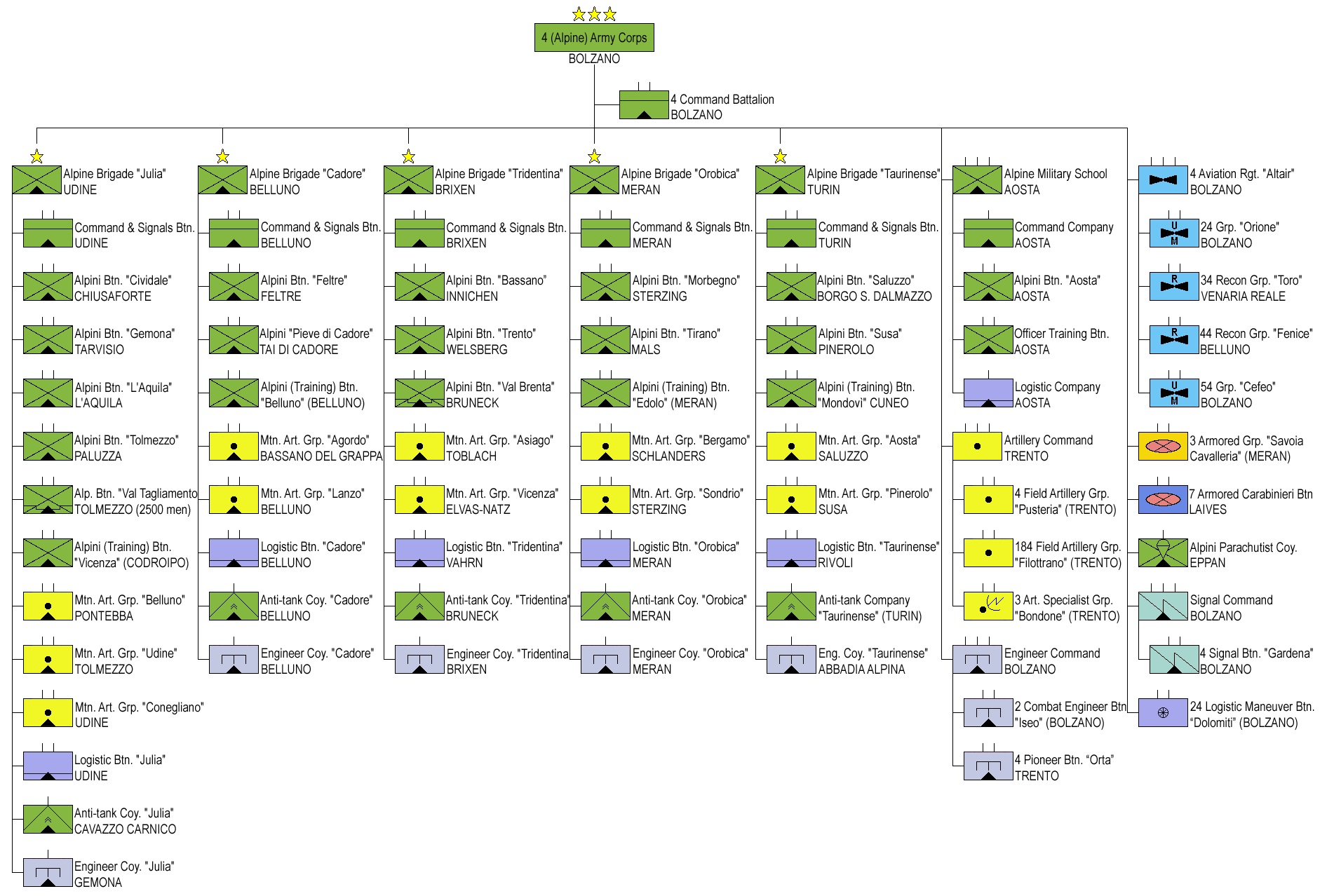
Estrutura do 4º Exército, em 1989 (clique na imagem para ampliar)

### 5º do Exército

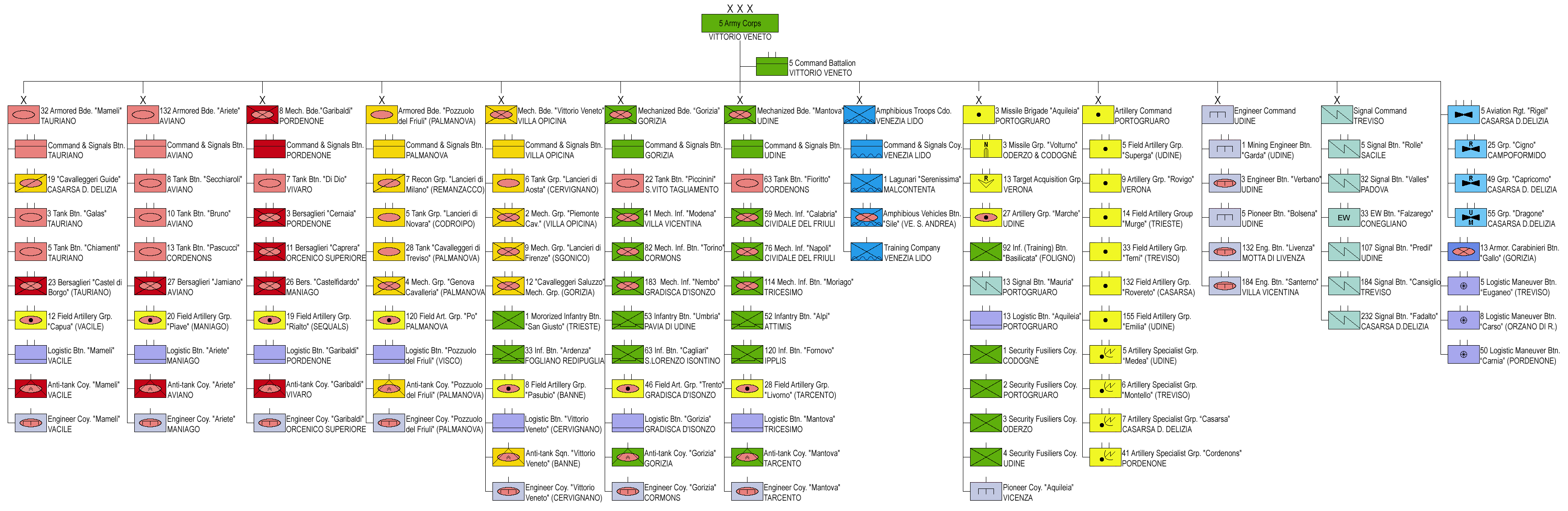
Estrutura do 5º Exército em 1989 (clique na imagem para ampliar)